# Ксилени
Ксиле́ни, ксило́ли (від грец. ξύλον, xylon — деревина) — органічні сполуки ряду аренів, ізомери складу C6H4(CH3)2. Залежно від взаємного розташування метильних груп у бензеновому ядрі розрізняють: орто-ксилен (1,2-диметилбензен), мета-ксилен (1,3-диметилбензен) і пара-ксилен (1,4-диметилбензен).

## Історія
Ксилени вперше були виділені 1850 року французьким хіміком Огюстом Кауром з неочищеного деревного спирту. В 1855 році їх отримали з кам'яновугільної смоли німецький біохімік Карл Генріх Ріттхаузен і британський хімік Артур Герберт Черч.
У проміжку з 1865 по 1869 роки Фіттіг та Ернст з'ясували, що виділена зі смоли речовина «ксилен» не є однією сполукою. Для перевірки цієї теорії вони синтезували ксилен з толуену, назвавши його метилтолуен (пізніше стало відомо, що ним є пара-ксилен). Після порівняння властивостей отриманого «метилтолуену» та «ксилену» дослідники дійшли до висновку, що присутні сполуки мають різні положення метильної групи.
У 1865 році Фіттіг розробив метод синтезу ксилену, що полягав у перегонці кальцієвої солі 2,4,6-триметилбензойної (мезитойної) кислоти. І хоча отримана сполука виявляла властивості, подібні до раніше отриманих «ксилену» та «метилтолуену», вона не була ідентичною до них. Її назвали ізоксилен (мета-ксилен). В ході подальших досліджень Фіттіг ідентифікував третій ізомер — орто-ксилен, що був виділений з кам'яновугільної смоли Оскаром Якобсоном у 1877 році.

## Поширення у природі
Основним джерелом ксиленів у природі є нафта. Також для їхнього добування застосовується вугілля.

## Фізичні властивості
|                                                                                             | орто-Ксилен                              | мета-Ксилен                              | пара-Ксилен                               |
| ------------------------------------------------------------------------------------------- | ---------------------------------------- | ---------------------------------------- | ----------------------------------------- |
| Зовнішній вигляд                                                                            | безбарвна рідина                         | безбарвна рідина                         | безбарвна рідина                          |
| Густина, г/см³                                                                              | 0,8760                                   | 0,8599                                   | 0,8567                                    |
| Температура плавлення, °C                                                                   | -25,2                                    | -47,8                                    | 13,25                                     |
| Температура кипіння, °C                                                                     | 144,4                                    | 139,1                                    | 138,4                                     |
| Розчинність у воді, г/л                                                                     | 0,171                                    | 0,161                                    | 0,181                                     |
| В'язкість, мПа·с                                                                            | 1,084 (0 °C) 0,760 (25 °C) 0,561 (50 °C) | 0,795 (0 °C) 0,581 (25 °C) 0,445 (50 °C) | 0,603 (25 °C) 0,457 (50 °C) 0,359 (75 °C) |
| Показник заломлення                                                                         | 1,5054                                   | 1,4971                                   | 1,4958                                    |
| Діелектрична проникність                                                                    | 2,562                                    | 2,359                                    | 2,2735                                    |
| Температура спалаху, °C                                                                     | 32                                       | 27                                       | 27                                        |
| Вибухові границі, %                                                                         | 1—7                                      | 1—7                                      | 1—7                                       |
| Температура самозаймання, °C                                                                | 463                                      | 527                                      | 528                                       |
| Якщо не зазначено інше, дані приведені для речовин у стандартному стані (за 25 °C, 100 кПа) |                                          |                                          |                                           |

## Отримання

### Каталітичний риформінг
Ксилени (переважно пара- та орто) отримують з легких фракцій (температурою 65—170 °C). 

### Отримання з толуену
Толуен диспропорціонує з утворенням бензену і ксилену (переважно пара- та орто-):
Також він отримує метильну групу внаслідок трансалкілювання при взаємодії з алкілбензенами, що мають більший бічний ланцюг, в тому числі з етилбензеном.

### Інші методи
Ксилени можна синтезувати шляхом алкілювання бензенового ядра за реакцією Фріделя — Крафтса:
Введення другої метильної групи здійснюється за орто- або пара-положеннями, оскільки перший метильний замісник є орієнтантом першого роду.
Складність синтезу шляхом алкілювання полягає в тому, що продукти мають здатність ізомеризуватися, особливо за великого надлишку каталізаторів. Так, п- і о-ксилени можуть ізомеризуватися до м-ксилену.

## Хімічні властивості
Хімічні властивості ксиленів більшою мірою визначаються наявність метильних груп.

### Окиснення
При окисненні ксиленів відбуваються переважно перетворення CH3-груп. Так, при взаємодії з сильними окисниками типу дихроматів, перманганатів, метильні групи окиснюються до карбоксильних. Ця реакція має широке значення в отриманні промислово важливої терефталевої кислоти (бензен-1,4-діової) з п-ксилену.
Окрім того є можливим проведення неповного окиснення метильних груп — за допомогою суміші оксиду хрому(VI) та оцтового ангідриду. Окиснення проходить лише до стадії отримання альдегідних груп, оскільки подальший процес є неможливим через приєднання до атомів Карбону ацильних груп, які за даних умов є стійкими. Подальшим кислотним гідролізом отримують ароматичний діальдегід.
Окремий випадок складає каталітичне окиснення о-ксилену до фталевого ангідриду:
До випадків окиснення бензенового кільця можна віднести озоноліз ксиленів — відбувається розрив подвійних зв'язків та утворення простіших оксосполук. Наприклад, при озонолізі о-ксилену утворюються гліоксаль, метилгліоксаль і діацетил у співвідношенні 3:2:1.

### Відновлення
Повне відновлення (гідрування) ксиленів іде з утворенням диметилциклогексанів. При цьому утворюється суміш цис- і транс-ізомерів, що відрізняються положенням CH3-груп по відношенню до площини бензенового кільця. При гідруванні на твердих каталізаторах переважними є цис-ізомери — це пов'язано із цис-розташуванням метильних груп при закріпленні на поверхні каталізатору. Так, продуктами гідрування на родієвому каталізаторі (при 100 °C, 30 атм) є цис- і транс-ізомери у співвідношенні 9:1.
Неповне відновлення ксиленів проходить із утворенням заміщених циклогексадієнів. Таку реакцію можна здійснити відновленням натрієм в рідкому аміаці (відновлення за Берчем):
У промисловості відновлення ксиленів як нафтової сировини застосовують для отримання бензену: при високих температурах відбувається деметилювання, що веде до утворення бензену і метану:
{\displaystyle \mathrm {C_{6}H_{4}(CH_{3})_{2}+2H_{2}\ {\xrightarrow {600^{o}C,\ 4-6MPa}}\ C_{6}H_{6}+2CH_{4}} }

### Галогенування
Подібно до толуену, галогенування ксиленів відбувається за вільнорадикальним механізмом, у бічний ланцюг. Взаємодія з хлором та бромом при наявності сонячного світла веде до утворення моно- і дигалогенопохідних.

## Токсичність
Потрапляння ксиленів до організму можливе шляхом інгаляції або резорбції крізь шкіру.
Їхня повторювана дія спричинює подразнення дихальних шляхів та слизових оболонок. Контактуючи зі шкірою, вони можуть залишати пухирці і провокувати дерматит. При концентрації у повітрі від 100 до 1000 см³/м³ ксилени подразнюють ЦНС, наслідками чого можуть бути сповільнена реакція, головний біль, нудота. Також спостерігаються зміни кров'яного тиску. Дія ксиленів у великих дозах (близько 10 000 см³/м³) призводить до набряку легень і подальшої смерті.
Тривала дія ксиленів призводить до сильного пошкодження ЦНС, внаслідок чого з'являється порушення сну, диспепсія. Усі симптоми є зворотніми. Окрім поступового збільшення толерантності до подразника, може також спостерігатися звикання (ксилени демонструють пренаркотичну і наркотичну дії).
Ксилени не проявляють явних канцерогенних і мутагенних властивостей. У довготермінових експериментах з пацюками дія ксиленів мала незначний вплив на розвиток плоду.

## Застосування
Основна частина ксиленів (які здебільшого отримують за допомогою риформінгу) застосовується як додатки до пального.  пара-Ксилен має найбільше практичне значення — з нього синтезують терефталеву кислоту, що йде на виробництво диметилтерефталату і поліетилентерефталату. Отримуваний орто-ксилен є прекурсором для отримання фталевого ангідриду — компоненту пластифікаторів. Також з орто-ксилену синтезують фталонітрил, котрий використовується в отриманні барвників фталоціанів. Мета-ксилен може використовуватися для синтезу ізофталевої кислоти, що йде на отримання поліестерів, ізофталонітрилу та його похідної — фунгіциду тетрахлороізофталонітрилу, однак загалом він не має значного застосування, тому основну його частину ізомеризують з метою добування інших ксиленів.
Ксилени можуть використовуватися в ролі розчинників та компонентів покриттів, але це застосування не є поширеним через їхню небезпеку для довкілля.
Розчин ксилену використовують для депарафінізації при виділення ДНК з архівних тканин, що були фіксовані в формальдегіді та залучені в парафіновий блок.